# 云南沙棘
云南沙棘（学名：Hippophae rhamnoides subsp. yunnanensis）为胡颓子科沙棘属沙棘的亚种。分布于中国大陆的云南、西藏、四川等地，生长于海拔2,200米至3,700米的地区，见于干涸河谷沙地、石砾地或山坡密林中至高山草地，目前尚未由人工引种栽培。